# Euseigne
Euseigne (Ogègne en franco-provençal), est un village de la commune d'Hérémence dans le canton du Valais en Suisse.

## Situation

Vue aérienne (1955).

Situé à la bifurcation du val d'Hérens et du val d'Hérémence, il fait partie du district d'Hérens, dans la commune d'Hérémence.
Le village d'Euseigne se trouve à une altitude de 979 mètres, sur le versant gauche de la rivière Borgne et le versant droit de l'un de ses affluents, la rivière Dixence.

## Toponymie
Usegni et Usogny en 1200, Usenni et Usogni au XIIIe siècle, Osogny en 1352, Ysogni en 1379, nom dans lequel Jules Guex voit un ancien villa Eugenia,.
D'après Albert Samuel Gatschet, Useigne ou Euseigne signifie endroit où l'on payait, livrait la soignie ou sognie (bas latin sunnia, sonia), redevance d'avoine due par le vassal à son seigneur. Cette hypothèse est appuyée par le fait qu'Euseigne est la seule localité sur le chemin de la vallée, de Vex à Evolène. En revanche, André Bonnard observe que dans Useigne, l'accent est sur le ei, alors que dans soignie il se trouve sur le second i. En outre, il n'existe aucune explication pour le u. Le nom pourrait également venir de l’expression latine « apud sectam (viam) » soit près de la voie coupée ou peut-être « apud vectem », près de la barre de payage. L'étymologie d'Euseigne reste donc incertaine.

## Histoire
Euseigne possède la plus ancienne chapelle de la paroisse d'Hérémence, construite, en 1587, par le chanoine official Georges Dayer.
En 1800, un violent incendie détruit le village d'Euseigne et sa chapelle.
Le 22 décembre 1917, un incendie détruit à nouveau presque entièrement le village d'Euseigne, consumant 107 bâtiments.
En 1978, après deux ans de travaux, inauguration du Collège St-Georges à Euseigne, Cycle d’Orientation du Val d’Hérens.

## Les Pyramides

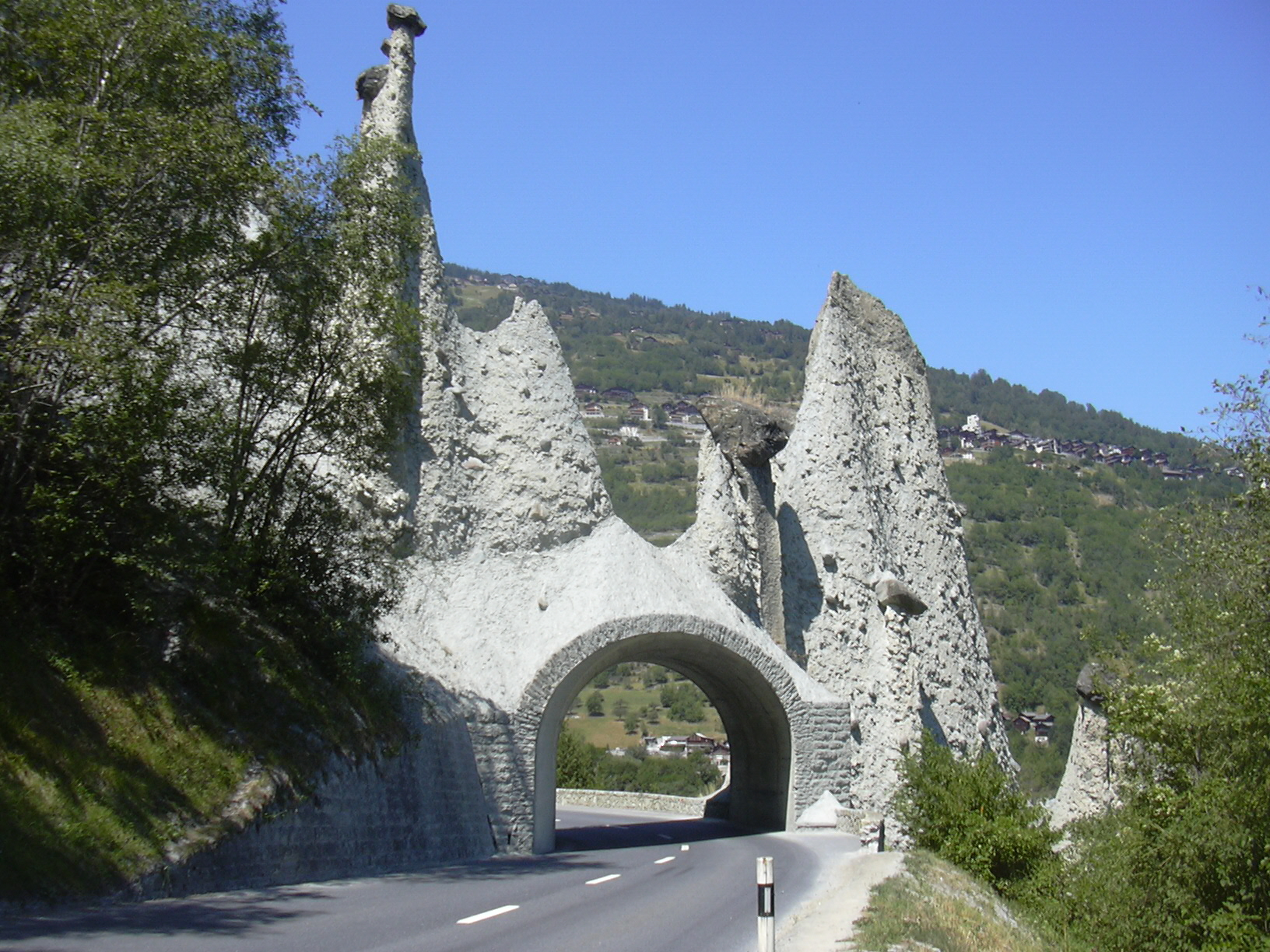
Vue des pyramides d'Euseigne.

Le village est célèbre pour ses « pyramides », de petits reliefs naturels en forme de cônes d'une hauteur de 10 à 15 mètres, surmontés d'une pierre et formés par la dégradation de moraines. Grâce à leur taille et leur poids respectable, ces blocs font office de chapeaux protecteurs en compressant la moraine sous-jacente. Ces pyramides se sont formées, au cours des millénaires, à la suite de la dernière glaciation et lors des retraits successifs des glaciers qui envahissaient les vallées d'Hérémence et d'Hérens il y a 10 000 à 80 000 ans.
La route principale de la vallée passe par un petit tunnel creusé sous les formations rocheuses.